# Scherawna

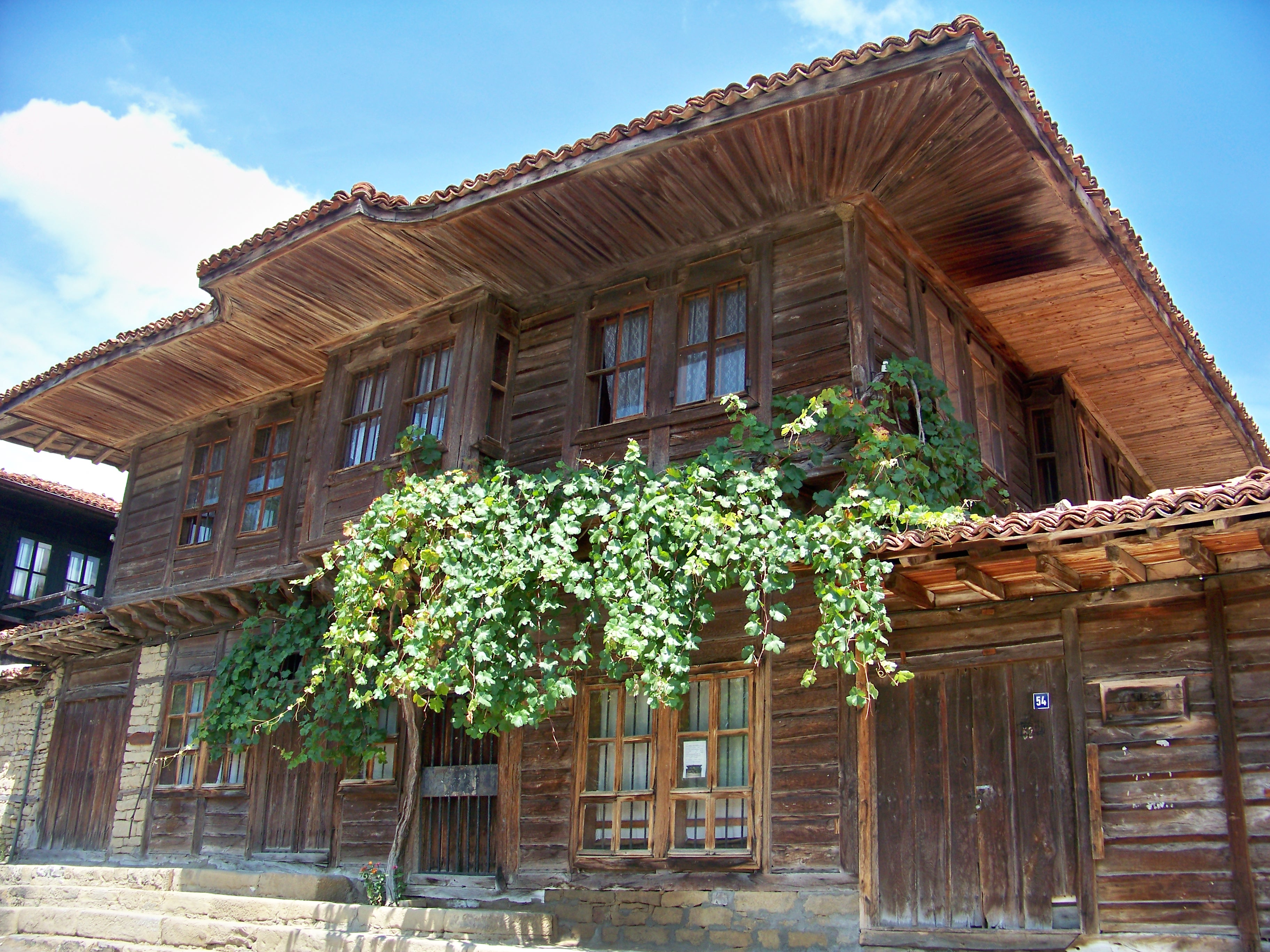
Typisches Haus aus Wiedergeburtszeit

Scherawna (auch Zheravna, Žeravna oder Jeravna geschrieben, bulgarisch Жеравна) ist ein ostbulgarisches Dorf am Fuße des Balkangebirges in der Gemeinde Kotel im Bezirk/Oblast Sliwen. Die alten Häuser sind wegen ihrer einzigartigen Architektur unter Denkmalschutz (Architektur-Reservat) gestellt und vom Bulgarischen Tourismusverband zur Nummer 56 der 100 nationalen touristischen Objekte des Landes ernannt worden.

## Lage
Scherawna liegt am Fuße des östlichen Balkangebirges, an der Grenze zwischen östlichem und mittlerem Balkangebirge. Das Dorf liegt 14 km südlich von Kotel, rund 328 km östlich der bulgarischen Hauptstadt Sofia und ca. 120 km westlich der Schwarzmeerhafenstadt Burgas in landschaftlich reizvoller Lage inmitten des umgebenden Gebirges.

## Geschichte
Wie Münzfunde belegen, geht der Ursprung des Dorfes auf das 2. bis 3. Jahrhundert zurück, als Thraker dort siedelten. Scherawna gehörte sowohl zum Ersten Bulgarischen Reich als auch zum Zweiten Bulgarischen Reich, wo es an der Kreuzung zweier wichtiger Handelsrouten lag. In seiner unmittelbaren Umgebung befinden sich Überreste orthodoxer Klöster aus dem 12., 13. und 14. Jahrhundert, die während der Osmanischen Herrschaft zerstört wurden. Das Dorf genoss während dieser Zeit eine privilegierte Stellung als „freie Ortschaft“, was den Erhalt seiner ethnischen und religiösen Homogenität sowie die Entstehung seines Wohlstandes erklärt. Durch seine Lage an der Kreuzung verschiedener Wege entwickelte sich Scherawna zu einem bedeutenden Zentrum der frühen Wiedergeburtsbewegung.
Der Ort ist seit 2005 Namensgeber für den Scherawna-Gletscher auf Greenwich Island in der Antarktis.

## Sehenswürdigkeiten
- Das Russi-Tschorbadschiew-Haus,
- das Haus von Sawa Filaretow,
- das Geburtshaus von Jordan Jowkow,
- das Haus von Dimo Kechaja
- das Haus von Todor Ikonomow
- Das Architekturensemble um die Nikola-Kirche (Sv. Nikola)

## Söhne und Töchter der Stadt
- Jordan Jowkow, Schriftsteller
- Todor Ikonomow, bulgarischer Politiker
- Wasil Stojanow, Philologe